# 6П15П

Схематическое изображение

6П15П — пятиэлектродная электронная вакуумная лампа (выходной видеочастотный пентод).
Применяется в выходных каскадах видеочастоты телевизионной аппаратуры для усиления сигналов изображения, а также в выходных каскадах усилителей низкой частоты и любительских коротковолновых передатчиков. Вариант повышенной надежности носит индекс 6П15П-ЕВ.
Завод «Светлана» в Малой Вишере поставлял на рынки США собственную разработку SV83 (6П15П-В), конструктивно близкую к EL82 и EL83, отличающейся от EL84 существенно бо́льшей чувствительностью и меньшим (не более 200 В) допустимым напряжением на экранирующей сетке.

## Описание
Катод оксидный, косвенного накала. Работает в любом положении. Выпускается в стеклянном пальчиковом оформлении. Срок службы — не менее 500 часов. Цоколь штырьковый, с пуговичным дном. Штырьков 9.

### Цоколёвка
1 и 6 — антидинатронная сетка, 2 — управляющая сетка, 3 — катод, 4 и 5 — накал (подогреватель), 7 — анод, 8 — свободный, 9 — экранирующая сетка.